# Boodanike, Chikmagalur
Boodanike là một làng thuộc tehsil Chikmagalur, huyện Chikmagalur, bang Karnataka, Ấn Độ.